# Chérancé (Sarthe)
Chérancé – miejscowość i gmina we Francji, w regionie Kraj Loary, w departamencie Sarthe.
Według danych na rok 2010 gminę zamieszkiwało 390 osób, a gęstość zaludnienia wynosiła 37 osób/km².